# Dandeny Muñoz Mosquera
Dandeny Muñoz Mosquera (Medellín, Colombia, 25 de agosto de 1965), conocido por el apodo de La Quica o Kika, es un reo colombiano en Estados Unidos, arrestado en 1991 bajo cargos de terrorismo y narcotráfico. Al momento de su captura, Muñoz Mosquera era un sicario y narcotraficante al servicio del cartel de Medellín desde la década de 1980 hasta su captura en Nueva York, Estados Unidos.
Muñoz Mosquera es considerado responsable de cientos de asesinatos, incluyendo las purgas internas del cartel de Medellín, miembros del cartel de Cali, civiles y agentes de la policía colombiana. También se le acusa de mandar a poner la bomba en el vuelo 203 de Avianca, que mató a 110 personas.

## Biografía
Dandeny Muñoz nació en una familia de quince hermanos, en los que se incluye Brances Alexander Muñoz Mosquera alias "Tyson" otro sicario y narcotraficante al servicio del cártel de Medellín. Su padre era policía y su madre voluntaria de trabajo social en la cárcel Bellavista. La familia es parte de la Iglesia Pentecostal Unida de Colombia, de la que el padre fue pastor y la madre predicadora.

## Trayectoria criminal
Muñoz había estado en la cárcel La Modelo de Bogotá por el asesinato en 1989 de Luis Carlos Galán, candidato a la presidencia, pero se escapó en abril de 1991. En septiembre del mismo año fue arrestado en Queens, Nueva York, cuando fue encontrado en posesión de un pasaporte falso. Hubo una primera sentencia de seis años contra él. Más tarde se le acusó de haber producido, exportado y distribuido en territorio estadounidense toneladas de cocaína, participando en extorsiones contra grandes empresas y siendo responsable de los asesinatos de dos ciudadanos estadounidenses.
Está cumpliendo condena en la penitenciaría de los Estados Unidos, Leavenworth, acusado de la muerte de dos ciudadanos estadounidenses en el vuelo 203 de Avianca, en el que no tuvo implicación.